# Ilgizar Safiullin
Ilgizar Ilgizowicz Safiullin (ros. Ильгизар Ильгизович Сафиуллин; ur. 9 grudnia 1992) – rosyjski lekkoatleta, specjalizujący się w biegach długodystansowych. 
Na początku kariery zdobył brązowy medal letniego olimpijskiego festiwalu młodzieży Europy w biegu na 3000 metrów oraz był czwarty na dystansie 1500 metrów (Tampere 2009). W biegu na 3000 metrów z przeszkodami odpadł w 2010 w eliminacjach mistrzostw świata juniorów oraz został w 2011 mistrzem Europy juniorów. Na koniec roku 2011 zdobył dwa medale – złoto indywidualnie i srebro w drużynie juniorów – na przełajowych mistrzostwach Europy w Velenje. Medalista mistrzostw Rosji w kategoriach juniorów, młodzieżowców oraz seniorów. W 2013 został mistrzem Uniwersjady.
Rekord życiowy w biegu na 3000 metrów z przeszkodami: 8:18,49 (4 lipca 2015, Paryż). 